# ヤリ・ヌルミネン
ヤリ・ヌルミネン(Jari Nurminen、1961年11月10日-) は、ヘルシンキ出身のフィンランドのレーシングドライバー。

## 経歴

### フォーミュラカー
ヌルミネンは、母国フィンランドのフォーミュラ・Veeでレースデビュー。1983 年にはフィンランド・フォーミュラ3選手権で3位と好成績を残し、ドイツのフォーミュラ・3選手権にも4レース出場した。1984年と1985年は、ドイツF3にフル参戦して2シーズン連続して5位に入り、85年には初勝利を収めた。 またこの時期F1に参戦するアロウズチームのテストもブランズ・ハッチにて行った。1986年は国際F3000選手権にステップアップしたものの苦戦。1987年も引き続き参戦したが、最初の4レースのうち3レースに出場できなかった後、チーム移籍してGAモータースポーツに所属。6レースのうち4レースに出場し、エステルライヒリンクでの15位がヌルミネンのシリーズ最高位となった。1988年もシリーズに引き続き参戦し、コルト・ レーシングでフルシーズンをドライブした。2レースを除くすべてのレースに出場し、バーミンガム・スーパープリで入賞まであと一歩の7位でフィニッシュした。

### スポーツカー
1989年からはスポーツカーレースに転向してスポーツカー世界選手権に参戦して、1989年と1990年の10 レースに参加した。その後ヌルミネンは1997年までレースから離れていたが、FIA GT選手権に3レース、1997年のル・マン24時間レースにも出場。クラス6位、総合15位で完走した。2002年から2005年にかけては、母国フィンランドのヤリスカップやレジェンドトロフィーなど、多くのフィンランドのシリーズに参戦。2006年から2008年まではスカンジナビア・フェラーリ・チャレンジシリーズに参加し、2007年にタイトルを獲得した。2009年は、フェラーリ・F430チャレンジで5位、2010年には、フィンランドGT3選手権で4位となっている。